# Brigades d'Abou Ali Moustapha
Les brigades d'Abou Ali Mustafa (arabe : كتائب ابو علي مصطفى, katā'ib abu ‘ali mustafā) à l'origine la Brigade des aigles rouges est la branche armée du Front populaire de libération de la Palestine dans les territoires occupés.
Les brigades ont pris le nom d'Abou Ali Mustafa, le précédent dirigeant du FPLP abattu par l'armée israélienne en août 2001.
Elles sont responsables d'opérations armées contre des militaires et des civils israéliens.
À la suite de l'assassinat du ministre israélien du tourisme, Rehavam Zeevi, l'autorité palestinienne interdit l'organisation dans les territoires occupés et arrête plusieurs dirigeants du FPLP.

## Attaques menées par les brigades

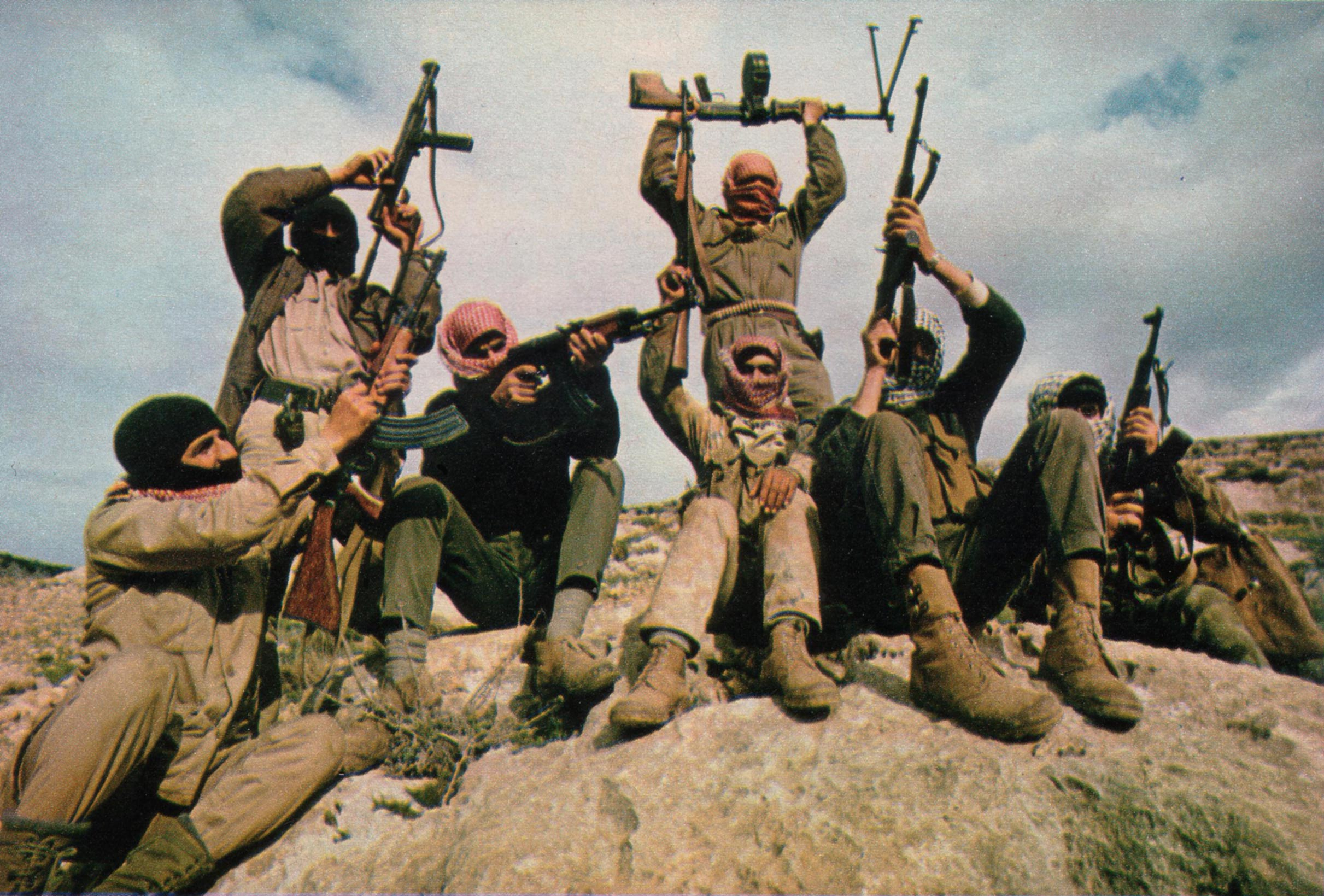
Combattant du FPLP en 1969 en Jordanie

- L'assassinat de Meir Lixenberg[2], tué en représailles dans sa voiture en voulant se rendre en Cisjordanie le 27 août 2001.
- Le 21 octobre 2001 le ministre et homme politique d'extrême droite israélien, Rehavam Zeevi est assassiné. Il est la seule victime politique israélienne de la seconde Intifada.
- Le 16 février 2002, un attentat-suicide, dans une pizzeria de la colonie de Karnei Shomron en Cisjordanie, tue trois jeunes israéliens.
- Le 19 mai 2002, un attentat-suicide dans un magasin à Netanya tue trois Israéliens. Cette attaque a également été revendiquée par le Hamas, mais les Brigades Abou Ali Mustafa ont identifié leur kamikaze sur leur site internet.
- Un attentat-suicide à la bombe, dans la station d'autobus de Petah Tikva le 25 décembre 2003, tue quatre personnes.
- Un attentat-suicide à la bombe, dans un marché de Tel Aviv le 1er novembre 2004, tue trois personnes.
- Un attentat-suicide dans une synagogue de Jérusalem, le 18 novembre 2014, tue quatre personnes.
- Le 7 octobre 2023, plusieurs militants des Brigades Abou Ali Mustafa participent à l'opération Déluge d'Al-Aqsa.